# Provincia di Barh El Gazel
La provincia di Barh El Gazel (anche nella forma Bahr el Gazel) è una delle province del Ciad. Il capoluogo è Moussoro. 
È stata istituita come regione il 19 febbraio 2008 ricavandone il territorio dalla regione di Kanem, dall'agosto del 2018 la precedente regione di Barh El Gazel ha assunto il nome di provincia.
Il nome deriva da quello dello uadi Barh El Gazel che attraversa la provincia da sud-ovest a nord-est in direzione della depressione di Bodélé.

## Suddivisioni amministrative
La provincia è divisa in 4 dipartimenti:
| Dipartimento                 | Capoluogo | Comuni                                        |
| ---------------------------- | --------- | --------------------------------------------- |
| Barh El Gazel Settentrionale | Salal     | Dourgoulanga, Islet, Mandjoura, Salal, Toumia |
| Barh El Gazel Meridionale    | Moussoro  | Amsilep, Fizigui, Moussoro,                   |
| Barh El Gazel Ovest          | Chadra    | Chadra, Mouzaragui                            |
| Kleta                        | Méchiméré | Méchiméré, Sofa                               |